# Otto Kranzbühler (Jurist)

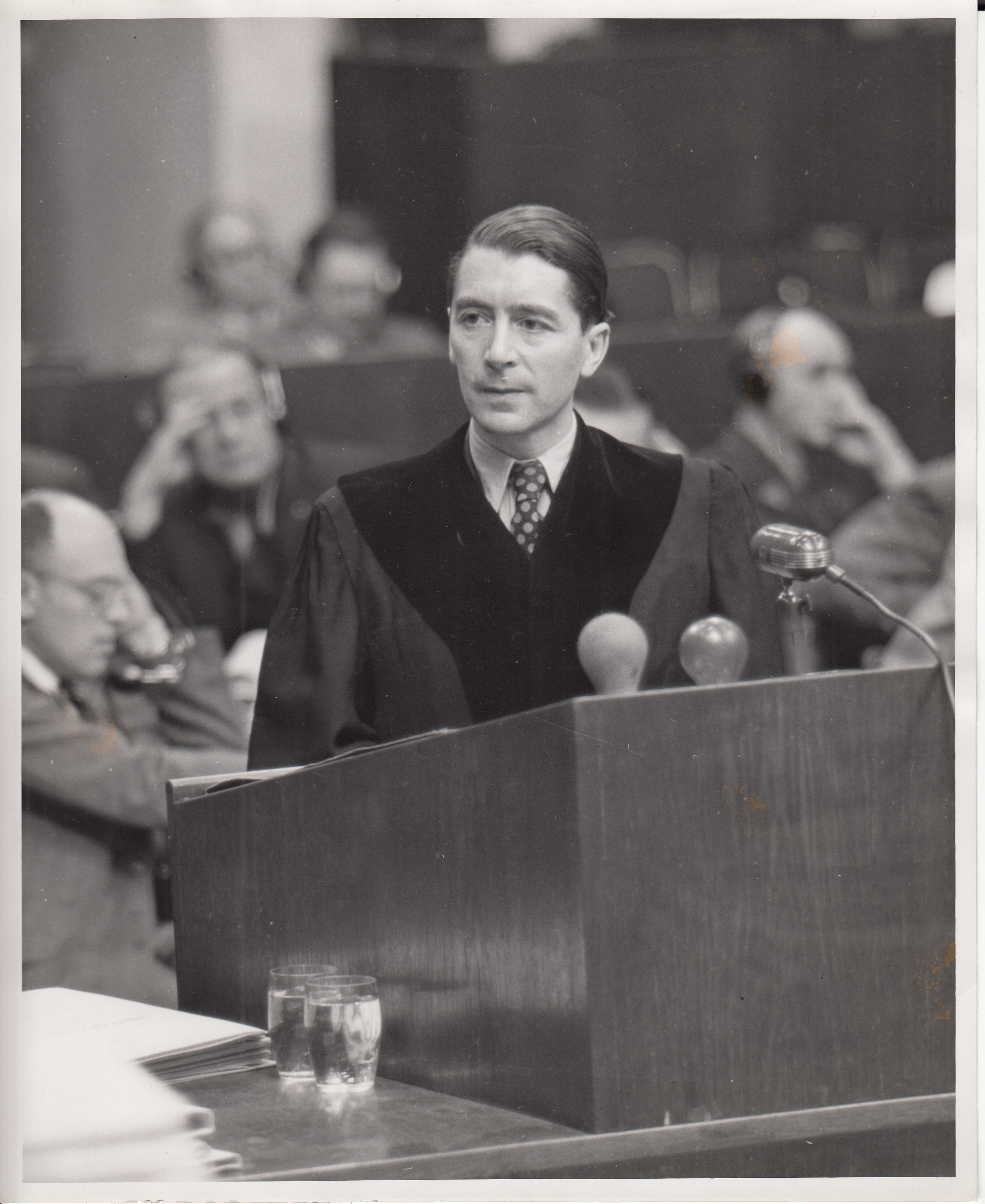
Otto Kranzbühler beim Krupp-Prozess 1947/48

Otto Heinrich Kranzbühler (* 8. Juli 1907 in Berlin; † 9. August 2004 in Tegernsee) war ein deutscher Jurist. Er war der Verteidiger von Karl Dönitz bei den Nürnberger Prozessen.

## Leben
Otto war der jüngste Sohn des Korvettenkapitäns Heinrich Otto Kranzbühler (* 17. Januar 1871; † 1952) und hatte drei ältere Geschwister: Caroline (1898–1969), Helmuth (1901–1978) und Elisabeth (1904–1981). Nach dem Abitur 1925 studierte er in Freiburg, Bonn, Genf und Kiel Rechtswissenschaften. Bereits 1928 legte er sein Referendarexamen ab. Trotz der kurzen Studienzeit fand er nebenbei Gelegenheit, begeisterter Segler zu werden und 1929 – er arbeitete inzwischen am Kieler Institut für Völkerrecht – sein Seeschiffer-Examen an der Seefahrtsschule in Flensburg abzulegen. Nach der Machtübergabe an die Nationalsozialisten 1933 war er von November 1933 bis Februar 1934 Anwärter für eine Mitgliedschaft bei der Reiter-SA.
Am 1. Januar 1934 meldete er sich freiwillig zur Reichsmarine. Nach der Teilnahme am Spanienkrieg wurde er 1937 als Referent in das Oberkommando der Kriegsmarine nach Berlin versetzt. Nach weiteren Tätigkeiten als Generalreferent wurde er 1943 Marinerichter in Frankreich. Nach dem Rückzug arbeitete er von September bis Dezember 1944 als Marine-Chefrichter Nord in Wilhelmshaven.
Im April 1945 wurde Kranzbühler zusammen mit seinen Mitarbeitern für vier Wochen verhaftet. Nach der bedingungslosen Kapitulation der Wehrmacht ging er auf Anweisung der britischen Besatzungsmacht zurück nach Wilhelmshaven, um die Marinegerichtsbarkeit wieder aufzubauen.

## Nürnberger Prozesse
Im Oktober 1945 – er tat als Flottenrichter inzwischen Dienst als Chef der Haushaltsabteilung beim Deutschen Minenräumdienst – wurde er über die Briten von Dönitz gebeten, ihn bei den Nürnberger Prozessen vor dem Internationalen Militärgerichtshof zu verteidigen. Von den deutschen Verteidigern war er derjenige, der am besten mit dem angelsächsischen Gerichtsverfahren zurechtkam und die Technik des Kreuzverhörs sehr gut beherrschte. Zu seinem Assistenten wählte er den ehemaligen U-Boot-Kommandanten, Fregattenkapitän Hans Meckel, welcher sich fortan mit der Suche nach entlastendem Material befasste, wofür er auch nach London reiste.
Kranzbühlers Mandant Dönitz war wegen der Anklagepunkte 1, 2 und 3, nämlich Verschwörung gegen den Weltfrieden, Planung, Entfesselung und Durchführung eines Angriffskrieges und Verbrechen und Verstöße gegen das Kriegsrecht angeklagt. Unter Anklagepunkt 3 stand im Vordergrund das von Dönitz eingeräumte „Versenken feindlicher Handelsschiffe ohne Vorwarnung“, was gegen das Londoner U-Boot-Protokoll von 1936 verstieß, denn Handelsschiffe mussten gemäß dem Abkommen zunächst aufgebracht und die Mannschaft des Schiffes in ihren Rettungsbooten in Sicherheit gebracht werden.
Allerdings konnte für Kranzbühler das Argument „Ihr macht das doch genauso“, also das tu quoque (lat. für „du auch“), keinesfalls ein Argument der Verteidigung sein, weil es keine Gleichbehandlung im Unrecht gibt. Er argumentierte daher, dass Handelsschiffe, die sich zu Kriegszwecken als Geleitschutz von Zerstörern einsetzen ließen bzw. solche, die selbst mit Seekriegswaffen ausgestattet waren, keine Handelsschiffe im Sinne des Londoner Abkommens sein könnten. Der Internationale Militärgerichtshof akzeptierte auf seinen Antrag hin das Einreichen eines Fragenkatalogs, mit welchem ermittelt werden sollte, wie die amerikanische Marine in solchen Fällen verfuhr, und übermittelte diesen dem obersten Admiral der US Navy, Nimitz, zur Beantwortung. Nimitz antwortete freimütig, dass die amerikanische Marine unter „Handelsschiff“ nur solche verstehe, die keine Kampfschiffe seien, dass auch die eigenen U-Boote feindliche Handelsschiffe, die nicht Lazarettschiffe waren, ohne Vorwarnung torpedieren würden und dass die Rettung der in Seenot geratenen Personen nur erfolgen würde, wenn eine Gefährdung der U-Boot-Mannschaft auszuschließen sei.
Mit dieser Antwort war der Vorwurf des „Versenkens von feindlichen Handelsschiffen ohne Vorwarnung“ praktisch entkräftet und das drohende Todesurteil abgewendet. Für die Angriffe auf neutrale Schiffe erfolgte jedoch eine Verurteilung wegen des Anklagepunktes „Verbrechen und Verstöße gegen das Kriegsrecht“. Kranzbühler erwirkte für seinen Mandanten in Bezug auf den Anklagepunkt der Verschwörung gegen den Weltfrieden einen Freispruch und insgesamt eine zehnjährige Haftstrafe.
Bei den Folgeprozessen verteidigte Kranzbühler im Prozess gegen das Unternehmen Friedrich Flicks dessen Generalbevollmächtigten Odilo Burkart. Er verteidigte auch Alfried Krupp von Bohlen und Halbach. Im I.G.-Farben-Prozess verteidigte er den Vorstandsvorsitzenden Hermann Schmitz.

## Kranzbühler nach 1945
Nach dem Krieg und den Nürnberger Prozessen blieb Kranzbühler Rechtsanwalt und arbeitete in einer Kanzlei. Dem Rüstungshersteller Rheinmetall blieb er verbunden: Ab 1956 gehörte er dem Aufsichtsrat der Rheinmetall Berlin AG und der Rheinmetall GmbH an. Außerdem übernahm Kranzbühler im Jahr 1956 den Vorsitz im Aufsichtsrat der Wasag-Chemie Aktiengesellschaft in Essen. Noch 1986 war Kranzbühler – inzwischen 78 Jahre alt – Aufsichtsratsmitglied bei Rheinmetall und beriet die Erbengemeinschaft der Familie Röchling, ehemals Mehrheitsgesellschafter bei Rheinmetall. Kranzbühler hatte 1948/49 den Senior der Familie, Hermann Röchling, im Röchling-Prozess vor dem französischen Militärgericht in Rastatt verteidigt. Sein Einfluss bei der Muttergesellschaft Krupp brachte ihm den Beinamen „Graue Eminenz bei Krupp“ ein. Unter anderem koordinierte Kranzbühler in den fünfziger Jahren für Krupp die Abwehrbemühungen der deutschen Industrie gegen die Klagen ehemaliger Zwangsarbeiter. So initiierte er eine (erfolglose) Lobbykampagne zur Änderung von § 8 Abs. 2 BEG dergestalt, dass Ansprüche ehemaliger Zwangsarbeiter gegen deutsche Industrieunternehmen ausgeschlossen sein würden.
Kranzbühler nahm an den vierteljährlichen Tagungen des Heidelberger Juristenkreises teil, der die Revision der Urteile aus den alliierten Kriegsverbrecher- und NS-Prozessen koordinierte. Am 25. Januar 1952 leitete Kranzbühler eine Delegation des Heidelberger Juristenkreises, die dessen Forderungen zur „Lösung der Kriegsverbrecherfrage“ an Konrad Adenauer übergab. Weiterhin vertrat er die I.G. Farbenindustrie Aktiengesellschaft i.L. im Verfahren des ehemaligen Zwangsarbeiters Rudolf Wachsmann vor dem amerikanischen Gericht in Mannheim 1953/54 und die Paul Sydow KG, Menden, gegen die Forderungen einer ehemaligen Zwangsarbeiterin.
1969/70 vertrat Kranzbühler den ehemaligen Freikorpsleutnant Hermann Souchon in dessen Klage bei dem Landgericht Stuttgart gegen den Süddeutschen Rundfunk; der Sender hatte im Januar 1969 eine Dokumentation zu den Morden an Rosa Luxemburg und Karl Liebknecht gesendet, in der Souchon als Todesschütze Rosa Luxemburgs identifiziert wurde. Das Gericht verurteilte den Sender, die Behauptung der Täterschaft Souchons zu widerrufen.
Kranzbühler starb am 9. August 2004 in Tegernsee.
2009 war er in der vierteiligen ZDF-Dokumentation Das Dritte Reich vor Gericht zu sehen.